# Высоты свободы
«Высо́ты свободы» (англ. Liberty Heights) — полуавтобиографический кинофильм режиссёра Барри Левинсона, вышедший на экраны в 1999 году.

## Сюжет
Действие происходит в Балтиморе в 1954 году, в том самом году, когда была отменена расовая сегрегация в американских школах. В центре повествования — еврейская семья Курцманов, которая сталкивается с происходящими в стране переменами. Отец семейства Нейт Курцман руководит местным «Театром бурлеска» и заодно промышляет организацией подпольных лотерей; эта деятельность связывает его с чернокожим наркоторговцем Марвином, что порождает множество проблем. Вэн, старший сын Курцмана, стремится преодолеть антиеврейские стереотипы окружающих и стать своим в компании студентов; в итоге он безнадёжно влюбляется в красивую блондинку Дабби. Наконец, его младший брат Бен начинает дружить с чернокожей одноклассницей Сильвией, что неприемлемо как для его, так и для её родителей.

## В ролях
- Эдриен Броуди — Вэн Курцман
- Бен Фостер — Бен Курцман
- Орландо Джонс — Маленький Марвин
- Биби Нойвирт — Ада Курцман
- Джо Мантенья — Нейт Курцман
- Ребека Джонсон — Сильвия
- Дэвид Крамхолц — Яссел
- Джастин Чэмберс — Трей
- Кэролин Мерфи — Дабби
- Кевин Зусман — Алан Цукерман
- Шейн Уэст — Тед
- Энтони Андерсон — Скриблз